# Yakuza 0
Yakuza 0 (龍が如く0 誓いの場所 Ryū ga Gotoku Zero: Chikai no Basho?) es un videojuego de acción y aventura desarrollado por Ryu Ga Gotoku Studio y publicado por Sega. Es una precuela de la serie Yakuza. El juego tiene lugar en diciembre de 1988 en Kamurocho, una recreación ficticia de Kabukicho en Tokio, y Sotenbori, una recreación ficticia de Dotonbori en Osaka. Fue lanzado para PlayStation 3 y PlayStation 4 en Japón en marzo de 2015, y en Norteamérica y Europa para PlayStation 4 en enero de 2017. Fue lanzado en Microsoft Windows el 1 de agosto de 2018. Fue lanzado para Xbox One el 26 de febrero de 2020.
Una aplicación de juego gratuita para PlayStation Vita, titulada Ryū ga Gotoku 0: Free to Play Application for PlayStation Vita (龍が如く0 基本無料アプリ for PlayStation Vita?), fue lanzada en Japón en febrero de 2015.
El juego cuenta con una traducción al español para PC hecha por un fan en la página Clan DLAN.

## Jugabilidad
Yakuza 0 es un juego de acción y aventura ambientado en un entorno de mundo abierto y jugado desde una perspectiva en tercera persona. El juego tendrá lugar en diciembre de 1988, en Kamurocho y Sōtenbori, recreaciones ficticias de Kabukichō de Tokio y Dōtonbori de Osaka, respectivamente. El jugador controla al protagonista de la serie Kazuma Kiryu y al personaje recurrente Goro Majima, alternando entre los dos en puntos predeterminados durante la historia.
Los jugadores pueden caminar libremente por Kamurocho y Sotenbori, interactuar con las personas que conocen para desencadenar misiones secundarias, luchar contra enemigos que los atacan en la calle o jugar uno de varios minijuegos, incluidas versiones totalmente jugables de juegos de arcade de Sega como Out Run, Super Hang-on, Space Harrier y Fantasy Zone. Completar ciertos objetivos, como comer cada plato en un restaurante o alcanzar un puntaje objetivo en un minijuego, también otorgará al jugador una moneda especial de Punto de Finalización; este CP se puede gastar en un santuario para recibir bonificaciones adicionales, como artículos especiales o actualizaciones de personajes.
La personalización y el crecimiento de los personajes es similar al sistema de Ishin, con habilidades que se obtienen al comprarlas de un árbol de habilidades que se desbloquea gradualmente durante el juego. En lugar de usar la experiencia para comprar habilidades, el jugador usa el dinero adquirido en peleas o a través de los negocios de Kiryu y Majima. El dinero se otorga más libremente en Yakuza 0 que en las entradas anteriores, con cada ataque intenso que provoca que los enemigos pierdan dinero. El jugador puede perder su dinero si se encuentra con un enemigo especial llamado Mr. Shakedown, hombres enormes que son mucho más fuertes de lo normal. Si el jugador es golpeado, perderá todo su dinero, pero puede vencer al enemigo nuevamente para recuperar su dinero y más.
Kiryu y Majima también tienen negocios secundarios que administran durante el juego para ganar dinero: Kiryu invierte en bienes raíces en Kamurocho, mientras que Majima dirige un club de cabaret. Completar misiones secundarias a menudo dará como resultado que los personajes que se encuentran se ofrezcan para ayudar con empresas secundarias, lo que les permitirá progresar más fácil y rápidamente. El progreso en las secuencias de negocios o la capacitación con maestros específicos desbloqueará habilidades adicionales para comprar en los árboles de habilidades de los personajes.
Una innovación importante de Yakuza 0 es la adición de estilos de lucha tanto para Kiryu como para Majima que se pueden cambiar en medio de la batalla. Kiryu utiliza el estilo equilibrado de Brawler, similar al de las entregas anteriores; el poderoso pero lento estilo Beast, que le permite usar armas pesadas; y el rápido estilo Rush basado en el boxeo, que enfatiza la movilidad. Por el contrario, Majima utiliza el estilo equilibrado de Thug; el estilo Slugger orientado a las armas, enfocado principalmente alrededor de un bate de béisbol; y el complicado estilo Breaker basado en la danza. Completando los negocios de Kiryu y Majima, se desbloqueará un estilo de lucha "legendario" adicional para los personajes,"Dragon of Dojima" para Kiryu y "Mad dog of Shimano" para Majima

## Desarrollo
El juego se anunció por primera vez en un evento especial de Yakuza el 24 de agosto de 2014, junto con un tráiler. Una localización en chino del juego se anunció en 2014 y, finalmente, se lanzó en Asia en mayo de 2015. Shonan no Kaze realizó el tema principal y final del juego, "Bubble" y "Kurenai" respectivamente; estas canciones no fueron autorizadas para el lanzamiento en inglés y en cambio fueron reemplazadas por pistas instrumentales originales.
La localización china del juego reemplaza al personaje de la última hora del juego Lao Gui, un asesino a sueldo de la familia Dojima, contratado por un modelo de rostro del actor de Hong Kong Sam Lee.
El 5 de diciembre de 2015, en PlayStation Experience en San Francisco, Gio Corsi de Sony Computer Entertainment anunció que Yakuza 0 vendría a América para PlayStation 4. Inicialmente, no se realizó una confirmación oficial de un lanzamiento en Europa. En julio de 2016, se anunció que el juego se lanzaría en Norteamérica y Europa para la PlayStation 4 en enero de 2017.
La localización occidental del juego fue dirigida por Scott Strichart, productor asociado de Atlus USA, quien ha localizado Yakuza Kiwami, Yakuza Kiwami 2 y Yakuza 6. El equipo tardó un año y medio en localizar Yakuza 0, que tiene 1,8 millones de caracteres japoneses, casi el doble que el promedio de JRPG, que tiene de 1 a 1,2 millones de caracteres japoneses. Además de los desafíos para traducir el tono y el humor, el equipo de Strichart en Atlus tuvo dificultades para localizar los juegos tradicionales asiáticos, incluidos Mahjong y Shogi. Para hacer que estos minijuegos sean accesibles a las audiencias occidentales, Atlus tuvo que proporcionar reglas detalladas junto con el juego. Durante el proceso de localización, Strichart dijo que el equipo escribió un total de "34 páginas de explicación de Mahjong".